# Facteur de localisation
Un facteur de localisation est une variable qui agit habituellement sur les décisions de localisation d’un type d’activité urbaine. Ces décisions sont essentiellement celles des utilisateurs d'espace, les plus déterminantes, mais aussi celles d’autres intervenants promoteurs, financiers, pouvoirs publics, etc.  
De même qu'il faut distinguer entre localisation ultra-urbaine et surplu-urbaine, de même faut-il distinguer les décisions touchant ces deux types de localisation et par conséquent les facteurs qui les regroupent.

## Localisation interurbaine
Les facteurs qui influent sur les décisions de localisation des entreprises en général, lorsqu'il s'agit du choix d'une ville, touchent l'attrait de cette ville pour les affaires en cause.  Ces facteurs sont nécessairement différents (ou à tout le moins pondérés différemment) pour l'implantation d'une usine ou pour l'établissement d'un siège social ou d'un bureau divisionnaire. Les facteurs suivants sont essentiels pour les bureaux administratifs en général. 
- L'accessibilité de la ville par avion, automobile, train.
- Son statut hiérarchique national ou international et sa position dans les flux d'information nationaux et internationaux.
- La qualité et la diversité des services aux entreprises (spécialistes de toutes sortes dans les domaines de la finance, du marketing, de la comptabilité, du droit, etc.)
- La qualité du marché du travail.
- La qualité des ressources éducationnelles, particulièrement aux niveaux technique et universitaire.
- La qualité et la variété des ressources culturelles et de divertissement.
- L'accessibilité du crédit et des marchés financiers.
- La variété des services commerciaux.

## Localisation intra-urbaine
Il faut d'abord distinguer les facteurs du côté de l'offre de ceux du côté de la demande. Les facteurs du côté de la demande sont les plus importants et les plus étudiés, car c'est l'utilisateur d'espace qui dicte son choix de localisation en fonction de ses exigences et de ses contraintes. Les facteurs du côté de l'offre ont trait à l'espace lui-même et aux conditions de location, au bâtiment et à ses caractéristiques et contraintes, au voisinage avec ses aménités ainsi qu'aux usages avoisinants.  Ces facteurs ont un impact assez limité.  Ils conditionnent l'adaptation de la localisation plutôt qu'ils ne la définissent.
Si les principaux facteurs de localisation sont de nature externe, notamment ceux qui sont liées à l’espace (accessibilité, bassins d’employés potentiels, etc.), il y a aussi des facteurs internes à certaines entreprises ou à certaines industries (type d'industrie, forme d'organisation, dispersion géographique, lieu de résidence des dirigeants, exigences en stationnement, etc.) Ces derniers ont peu d'impact dans les décisions de localisation intra-urbaine.  Les facteurs externes sont aussi les plus étudiés parce que les planificateurs et les autres acteurs urbains sont surtout intéressés aux variables qui peuvent être influencés par leur intervention. 
Pour les décisions de localisation des bureaux, les principaux facteurs de localisation peuvent être répartis comme suit :
- Les facteurs liés aux exigences de communication : les contacts personnels directs qui sont le canal privilégié de communication aux niveaux supérieurs des fonctions administratives, le potentiel d'information ou la possibilité de magasiner entre plusieurs sources d'information, et les opportunités d'externalisation de l'input informationnel de l'entreprise (recours à des ressources externes).
- Les facteurs liés aux questions de personnel : l'accès à la main-d'œuvre et la capacité pour l'entreprise d'attirer et de retenir une main-d'œuvre qualifiée pour différents niveaux de fonctions.
- Les facteurs subjectifs : le prestige d'une adresse ou d'un immeuble, la proximité des zones résidentielles huppées qui sont souvent le lieu de résidence des patrons.
- L'accès aux marchés : ce facteur est plus important dans la localisation industrielle.